# Stadion Miejski w Wagharszapacie
Stadion Miejski w Wagharszapacie – piłkarski stadion w Wagharszapacie, w Armenii. Obiekt może pomieścić 1500 widzów. Swoje spotkania na stadionie rozgrywali piłkarze klubu Wagharszapat. Został otwarty w 1973 roku.